# Obermühle (Dürrwangen)
Obermühle ist ein Wohnplatz des Marktes Dürrwangen im Landkreis Ansbach (Mittelfranken, Bayern). Obermühle liegt in der Gemarkung Dürrwangen.

## Geografie
Die ehemalige Einöde ist seit den 1970er Jahren als Haus Nr. 32 der Sulzacher Straße aufgegangen. Das Gebäude liegt an der Sulzach und am Weihergraben, der dort als rechter Zufluss in die Sulzach mündet.

## Geschichte
Obermühle lag im Fraischbezirk des ansbachischen Oberamtes Feuchtwangen, was aber vom oettingen-spielbergischen Oberamt Dürrwangen strittig gemacht wurde. Die Mahl- und Schneidmühle hatte das Kastenamt Feuchtwangen als Grundherrn. An diesen Verhältnissen änderte sich bis zum Ende des Alten Reichs nichts. Von 1797 bis 1808 unterstand der Ort dem Justiz- und Kammeramt Feuchtwangen. Bei der Vergabe der Hausnummern erhielt das Anwesen die Nr. 117 des Ortes Dürrwangen.
Infolge des Gemeindeedikts wurde Obermühle 1809 dem Steuerdistrikt und der Ruralgemeinde Dürrwangen zugeordnet. Zu dem Anwesen gehörten rund 5,5 ha Acker- und Grünflächen.

### Baudenkmal
- Sulzacher Straße 32: Zweigeschossiges Mühl- und Wohngebäude.[10]

### Einwohnerentwicklung
| Jahr      | 001818 | 001840 | 001861 | 001871 | 001885 | 001900 | 001925 | 001950 | 001961 | 001970 |
| Einwohner | 9      | 8      | 8      | 12     | 6      | 9      | 6      | 8      | 8      | 7      |
| Häuser    | 2      | 2      |        |        | 2      | 2      | 1      | 1      | 1      |        |
| Quelle    | [ 12 ] | [ 13 ] | [ 14 ] | [ 15 ] | [ 16 ] | [ 17 ] | [ 18 ] | [ 19 ] | [ 20 ] | [ 21 ] |

## Religion
Der Ort ist römisch-katholisch geprägt und war ursprünglich nach St. Peter und Paul (Halsbach) gepfarrt, seit Ende des 19. Jahrhunderts ist die Pfarrei Maria Immaculata (Dürrwangen) zuständig. Die Protestanten sind nach St. Wendelin (Lehengütingen) gepfarrt.